# Papercut
«Papercut» (укр. «поріз від паперу») — третій сингл американського рок-гурту Linkin Park, випущений June 18, 2001 року; перший трек із їх дебютного альбому Hybrid Theory. Пісня зайняла 14 місце в «UK Singles Chart» в 2001 році і протрималася в чарті шість тижнів. Пісня також зайняла 32 місце в «Modern Rock Tracks Chart» в 2002 році. Ремікс-версія під назвою «Ppr: Kut» була представлена на альбомі реміксів Linkin Park, Reanimation. Також на альбомі «Collision Course», зробленому спільно з Jay-Z, є мікс «Big Pimpin’/Papercut».
«Papercut» ввійшла в саундтрек до фільму «Протистояння».
Сингл «Papercut» ніколи офіційно не випускався в США.

## Про пісню
«Papercut» — це пісня про людину, в якої параноєю.
«Papercut» — улюблена пісня Майка Шиноди і Честера Беннінгтона. На питання чому, Честер відповів: «Просто її найлегше виконувати». На концертах рядок «something in here's not right today» замінений на «something inside's not right today». Так само на живих виступах Честер скрімить деякі частини пісні, як він робив в демо-версії пісні.

## Музичне відео
У кліпі показано як гурт знаходиться в будинку, де вони грають пісню в погано освітленій кімнаті, там можна побачити картину, на якій намальована обкладинка демо-альбому Xero. Майк Шинода намалював цю картину за ніч до того як знімали кліп. Праворуч від кімнати, в якій знаходиться гурт, розташована темна кухня, в якій видно людину яка щось пише (схоже на параноїка, про якого співається у пісні); зліва від них кімната, ймовірно — лабораторія, з дивною істотою всередині, яка рухається неймовірно швидко. Пізніше в кліпі з цієї істоти вилітають бабки, в той час, як картина і ліва стіна деформуються, ніби гумові. В кімнаті є статуя птиці, яка рухає головою. В одному з моментів пальці Майка витягуються в довжину. На стінах кімнат можна побачити написаний текст пісні. Кліп наводить моторошні почуття і параною. В середині відео дивна синя постать пробігає через кімнату. В кінці відео, після того, як екран стає чорним, гурт зникає, але інструменти залишаються на тих місцях, де були музиканти. У кліпі тільки один член гурту зауважує дивні речі, що відбуваються навколо — ударник Роб Бурдон (можливо тому, що він єдиний, хто не грає на інструментах, незважаючи на те, що в пісні присутні ударні). До того ж лице Роба на початку останнього приспіву витягується убік (зроблено за допомогою накладної маски). Так само не дивлячись на те що в пісні застосовуються електрогітари з ефектом дисторшн, в кліпі гітарист Бред Делсон зображений граючим на акустичній гітарі, і бас-гітарист Девід Фаррел показаний граючим на акустичній бас-гітарі.
Музичне відео було зрежисоване Натаном Коксом та Джо Ханом.

## Список композицій
Всі треки написані Linkin Park.
| #  | Назва                                          | Тривалість |
| -- | ---------------------------------------------- | ---------- |
| 1. | «Papercut»                                     | 3:05       |
| 2. | «Points of Authority» (вживу на BBC Radio One) | 3:25       |
| 3. | «Papercut» (Live at Docklands Arena, London)   | 3:12       |
| 4. | «Papercut» (відео)                             | 3:13       |

## Чарти
| Чарт (2001-02)                     | Найвища позиція |
| ---------------------------------- | --------------- |
| Австралія (ARIA)                   | 87              |
| Австрія (Ö3 Austria)               | 43              |
| Велика Британія (UK Singles Chart) | 14              |
| Нідерланди (Single Top 100)        | 39              |
| Німеччина (Media Control Charts)   | 49              |
| Польща (LPPT)                      | 32              |
| США (Alternative Songs)            | 32              |
| Швейцарія (Schweizer Hitparade)    | 80              |

| Чарт (2017)                     | Найвища позиція |
| ------------------------------- | --------------- |
| США (Billboard Hot 100)         | 18              |
| Чехія (Singles Digitál Top 100) | 100             |